# Rugby-Bundesliga
Die Rugby-Bundesliga ist die höchste Spielklasse im deutschen Rugby-Union-Sport. Sie wurde am 18. September 1971 unter der Federführung des Deutschen Rugby-Verbands eingeführt.
Die Liga wird vorwiegend von Amateuren betrieben. Einige Teams spielen jedoch in einem professionellen Rahmen.
Die 1. Bundesliga teilt sich in zwei Staffeln (Nord/Ost und Süd/West) mit insgesamt 16 Teams.
Direkt unterhalb der 1. Bundesliga befindet sich die 2. Bundesliga mit vier Staffeln (Nord, Ost, Süd und West) für insgesamt 32 Teams.

## Geschichte

### Anfänge
Am 18. September 1971 wurde der erste Spieltag der zweigeteilten Ersten Bundesliga ausgetragen, die aus einer Staffel Nord mit sechs und aus einer Staffel Süd mit zehn Mannschaften bestand. Damit wurde gleichzeitig die seit 1909 ausgetragene Deutsche Meisterschaft im modernen Ligabetrieb fortgesetzt.
- Die Staffel Nord startete mit den Vereinen SV Odin Hannover, SV 1908 Ricklingen, DSV 1878 Hannover und TSV Victoria Linden (alle aus Hannover), SC Siemensstadt (Berlin) und FC Sankt Pauli (Hamburg).
- Die Staffel Süd begann mit den Vereinen SC Neuenheim, RG Heidelberg, Heidelberger RK, Heidelberger TV, TSV Handschuhsheim (alle aus Heidelberg), RC Hürth, Bonner SC, ASV Köln (alle aus dem Kölner Großraum), SC Frankfurt 1880 und SG Eintracht Frankfurt.

Wenige Jahre später bestanden beide Staffeln aus jeweils acht Vereinen, von denen in der Staffel Nord nach dem Abstieg des SC Siemensstadt (1974) und des FC Sankt Pauli (1975) alle verbliebenen Vereine aus Hannover kamen. Bisweilen konnte man daher das abschätzige Wort „Straßenbahnliga“ hören. In der Staffel Süd stammten zudem fünf von acht Vereinen aus Heidelberg. Diese durch regional gebündelte Traditionen im Rugby bedingte und enorm einseitige Verteilung der deutschen Vereine in der Ersten Bundesliga wurde erst gegen Ende der 1970er Jahre wieder teilweise aufgehoben, als mit dem Hamburger SV (1978) und dem Berliner RC (1980) Vereine aus anderen Städten dazu stießen.

### Umstrukturierung nach der Wende
Nach den politischen Umbrüchen Ende der 1980er Jahre, dem Beitritt der Landesverbände Brandenburg und Sachsen und der dazugehörigen Vereine aus der DDR, kam es zu einer neuen Einteilung in die Staffeln Nord/Ost und Süd/West, sowie vorübergehend zu einem eingleisigen Spielbetrieb mit acht Vereinen. Mitte der 1990er Jahre wurde wieder in zwei Gruppen zu je sechs Vereinen in den Staffeln Nord/Ost und Süd/West gespielt. Die drei Erstplatzierten trugen anschließend eine Sechserendrunde aus, deren Tabellenerste ins Finale kamen, um den Titel des Deutschen Meisters zu erspielen.
Ab der Saison 2001/02 wurde die Erste Bundesliga wieder eingleisig mit zehn Vereinen ausgespielt. Auf- und absteigen konnten jeweils die beiden Letzt- bzw. Erstplatzierten aus der Zweiten Bundesliga. Die vier führenden Vereine kamen am Ende der Saison in die Play-off-Phase, in der sie um die Deutsche Meisterschaft spielten.
In der Saison 2012/13 wurde die Erste Bundesliga erneut einer grundlegenden Reform unterzogen. Zusammen mit der Zweiten Bundesliga wurde sie jeweils in vier regionale Staffeln (Nord, West, Süd und Ost) mit je sechs Vereinen aufgeteilt, die um den Einzug in eine bundesweite Play-off-Phase spielten. Hauptartikel: Rugby-Ligasystem in Deutschland. Gründe für die Reform waren u. a. deutlich geringere Fahrtkosten für die teilnehmenden Vereine und ein spannenderer Spielbetrieb, der in den letzten Jahren von nur sehr wenigen Vereinen aus den Hochburgen des deutschen Rugby dominiert wurde.

## Aktuelle Situation
Seit der Saison 2015/16 spielt man wieder zweigleisig mit einer Nord/Ost-Staffel und einer Süd/West-Staffel von jeweils acht Mannschaften. Nach der Hauptrunde spielen jeweils die Ersten der beiden Staffeln gegen den Zweiten der anderen Staffel die Halbfinale aus. Die Sieger der Halbfinale bestreiten das Finale um die Deutsche Meisterschaft.

### Unterebenen
Seit den 1990er Jahren gibt es eine 2. Bundesliga, die kurz nach der Wende zunächst in vier Staffeln geteilt war (Nord A und B sowie Süd A und B), später aber in die beiden Staffeln Nord und Süd mit zu anfangs je sechs, ab der Saison 2001/02 zu je sieben und ab der Saison 2002/03 zu je acht Mannschaften aufgestockt wurde. Ab der Saison 2012/13 wurde die Zweite Bundesliga erneut in vier Staffeln (Nord, West, Süd und Ost) geteilt.
Unterhalb der 2. Bundesliga befinden sich die Regionalliga Nord, die Regionalliga Nordost, die Regionalliga NRW, die Regionalliga Hessen, die Regionalliga Baden-Württemberg und die Regionalliga Bayern. Eine vierte Spielklasse sind die Verbandsligen.

## Statistiken
Stand: 2023

### Meister und Finalisten
| Rang | Verein              | Meisterschaften | Finalteilnahmen |
| ---- | ------------------- | --------------- | --------------- |
| 01   | Heidelberger RK     | 11              | 16              |
| 02   | TSV Victoria Linden | 8               | 15              |
| 03   | DRC Hannover        | 7               | 9               |
| 04   | DSV 78 Hannover     | 6               | 10              |
| 05   | SC Frankfurt 1880   | 5               | 6               |
| 06   | RG Heidelberg       | 4               | 12              |
| 07   | SC Neuenheim        | 3               | 8               |
| 08   | SC Germania List    | 3               | 3               |
| 09   | TV Pforzheim        | 1               | 4               |
| 10   | SV 1908 Ricklingen  | 1               | 3               |
| 11   | FV 1897 Linden      | 1               | 2               |
| 12   | TSV Handschuhsheim  | 0               | 4               |
| 13   | Heidelberger TV     | 0               | 3               |
| 14   | Berliner RC         | 0               | 1               |

### Meisterschaftsfinale
| Saison    | Meister                             | Vize-Meister                        | Ergebnis                            |
| --------- | ----------------------------------- | ----------------------------------- | ----------------------------------- |
| 1971/72   | TSV Victoria Linden                 | SC Neuenheim                        | 17:16                               |
| 1972/73   | Heidelberger RK                     | SV 08 Ricklingen                    | 3:0                                 |
| 1973/74   | SV 08 Ricklingen                    | Heidelberger TV                     | 15:9                                |
| 1974/75   | TSV Victoria Linden                 | Heidelberger RK                     | 12:4                                |
| 1975/76   | Heidelberger RK                     | TSV Victoria Linden                 | 35:0                                |
| 1976/77   | SC Germania List                    | Heidelberger RK                     | 16:9                                |
| 1977/78   | FV 1897 Linden                      | TSV Handschuhsheim                  | 24:16                               |
| 1978/79   | SC Germania List                    | Heidelberger TV                     | 9:0                                 |
| 1979/80   | RG Heidelberg                       | FV 1897 Linden                      | 16:10                               |
| 1980/81   | SC Germania List                    | Heidelberger RK                     | 28:19                               |
| 1981/82   | DSV 78 Hannover                     | RG Heidelberg                       | 15:6                                |
| 1982/83   | DSV 78 Hannover                     | RG Heidelberg                       | 16:12                               |
| 1983/84   | DSV 78 Hannover                     | TSV Victoria Linden                 | 27:6                                |
| 1984/85   | DSV 78 Hannover                     | RG Heidelberg                       | 24:9                                |
| 1985/86   | Heidelberger RK                     | DSV 1878 Hannover                   | 15:9                                |
| 1986/87   | TSV Victoria Linden                 | DSV 1878 Hannover                   | 24:0                                |
| 1987/88   | DRC Hannover                        | DSV 1878 Hannover                   | 12:9                                |
| 1988/89   | TSV Victoria Linden                 | Berliner RC                         | 20:6                                |
| 1989/90   | DSV 78 Hannover                     | SC Neuenheim                        | 31:4                                |
| 1990/91   | DSV 78 Hannover                     | TSV Victoria Linden                 | 6:3                                 |
| 1991/92   | TSV Victoria Linden                 | SV 08 Ricklingen                    | 59:3                                |
| 1992/93   | TSV Victoria Linden                 | DSV 1878 Hannover                   | 18:14                               |
| 1993/94   | TSV Victoria Linden                 | Heidelberger TV                     | 15:3                                |
| 1994/95   | SC Neuenheim                        | TSV Victoria Linden                 | 14:13                               |
| 1995/96   | TSV Victoria Linden                 | RG Heidelberg                       | 9:8                                 |
| 1996/97   | RG Heidelberg                       | TSV Victoria Linden                 | 15:13                               |
| 1997/98   | DRC Hannover                        | TSV Victoria Linden                 | 25:20                               |
| 1998/99   | DRC Hannover                        | RG Heidelberg                       | 24:10 / 11:22                       |
| 1999/2000 | DRC Hannover                        | TSV Victoria Linden                 | 45:12 / 34:3                        |
| 2000/01   | DRC Hannover                        | SC Neuenheim                        | 28:16 / 8:13                        |
| 2001/02   | DRC Hannover                        | RG Heidelberg                       | kein Endspiel                       |
| 2002/03   | SC Neuenheim                        | DRC Hannover                        | 18:9                                |
| 2003/04   | SC Neuenheim                        | DRC Hannover                        | 23:18                               |
| 2004/05   | DRC Hannover                        | TSV Handschuhsheim                  | 21:9                                |
| 2005/06   | RG Heidelberg                       | SC Neuenheim                        | 13:9                                |
| 2006/07   | RG Heidelberg                       | SC 1880 Frankfurt                   | 23:15                               |
| 2007/08   | SC 1880 Frankfurt                   | RG Heidelberg                       | 28:13                               |
| 2008/09   | SC 1880 Frankfurt                   | Heidelberger RK                     | 11:8                                |
| 2009/10   | Heidelberger RK                     | SC 1880 Frankfurt                   | 39:22                               |
| 2010/11   | Heidelberger RK                     | SC 1880 Frankfurt                   | 12:9                                |
| 2011/12   | Heidelberger RK                     | TV Pforzheim                        | 20:16                               |
| 2012/13   | Heidelberger RK                     | SC Neuenheim                        | 41:10                               |
| 2013/14   | Heidelberger RK                     | TV Pforzheim                        | 43:20                               |
| 2014/15   | Heidelberger RK                     | TV Pforzheim                        | 53:27                               |
| 2015/16   | TV Pforzheim                        | Heidelberger RK                     | 41:36                               |
| 2016/17   | Heidelberger RK                     | TV Pforzheim                        | 39:35                               |
| 2017/18   | Heidelberger RK                     | RG Heidelberg                       | 47:12                               |
| 2018/19   | SC 1880 Frankfurt                   | TSV Handschuhsheim                  | 22:12                               |
| 2019/20   | Abbruch wegen der COVID-19-Pandemie | Abbruch wegen der COVID-19-Pandemie | Abbruch wegen der COVID-19-Pandemie |
| 2020/21   | nicht ausgetragen                   | nicht ausgetragen                   | nicht ausgetragen                   |
| 2021/22   | SC 1880 Frankfurt                   | TSV Handschuhsheim                  | 29:17                               |
| 2022/23   | SC 1880 Frankfurt                   | SC Neuenheim                        | 30:16                               |
| 2023/24   | SC 1880 Frankfurt                   | SC Neuenheim                        | 20:14                               |

### Sonstiges
- Die RG Heidelberg ist der einzige Verein, der der Ersten Bundesliga seit ihrer Gründung ununterbrochen angehört.
- Bundesliga-Rekordmeister ist der Heidelberger RK mit elf Titeln.
- Bemerkenswert ist, dass der TSV Victoria Linden seit seinem Bestehen insgesamt 20 Deutsche Meistertitel errungen hat.
- Bemerkenswert ist ferner, dass bis 2005 immer mindestens ein Verein aus Hannover im Finale stand, danach nie mehr (Stand Anfang 2025).